# Fulcoio di Beauvais
Fulcoio di Beauvais (in latino Fulcoius Belvacensis; in francese Foulcoie de Beauvais; Beauvais, 1040 circa – Meaux, 1110 circa) è stato uno scrittore e religioso francese.

## Biografia

### Famiglia e formazione
Nato in una famiglia della piccola nobiltà piccarda, Fulcoio di Beauvais era figlio di Anselmo il Piccolo e di Emma. Si conoscono i nomi di due fratelli per cui compose gli epitaffi: Adamo e Teodorico. Ebbe come balia una donna di nome Escelina, a cui dedicò dei versi.
Fu in seguito inviato alla scuola capitolare di Reims, allora molto rinomata. Fu inizialmente allievo del maestro Erimanno ed ebbe come condiscepoli e amici Rodolfo il Verde, che diventerà arcivescovo di  Reims, e Bruno di Colonia, che fonderà l'Ordine certosino e sarà canonizzato. Nel 1056, quest'ultimo subentrò al maestro Erimanno. Fra i suoi allievi vi era pure Oddone di Châtillon, il futuro papa Urbano II.
Come testimonia una lettera di san Bruno, Foulcoio, Rodolfo e lui stesso erano legati da un'amicizia sia intellettuale sia spirituale. Divisano di prendere insieme l'abito monastico, ma il progetto naufraga con la partenza di Fulcoio per Roma verso il 1070.

### Collaboratore dell'arcivescovo di Reims
All'epoca, Fulcoio di Beauvais aveva terminato un'opera importante di 4 700 versi in latino, la De Nuptiis Christi et Ecclesiae, e si recò a presentarla a papa Alessandro II senza riscontrare però il successo che si attendeva. Tornato a Reims, si avvicinò al nuovo arcivescovo Manasse de Gournay e mise la sua penna al servizio del presule. Al contempo, permettendoglielo la sua condizione di diacono, contrae matrimonio. A partire dal 1076, la Chiesa di Reims conobbe una grave crisi, in cui si scontravano le fazioni dei sostenitori e dei detrattori di Manasse de Gournay, accusato di simonia. Alla testa dell'opposizione all'arcivescovo vi era Bruno, mentre Fulcoio prese le parti del suo arcivescovo e mecenate. Il conflitto locale giunse fino a papa Gregorio VII: Manasse fu deposto da un concilio nel febbraio del 1080.

### A Meaux
In questo stesso anno, Fulcoio lasciò Reims e si trasferì a Meaux, preceduto dalla sua fame di dotto. In una delle sue lettere, racconta che, poco dopo il suo arrivo in città grazie alle sue conoscenze poté identificare una statua ritrovata nelle rovine antiche a nord dell'abitato. In cerca di un nuovo mecenate, tentò di inserirsi nelle corti di Guglielmo il Conquistatore e poi dell'imperatore Enrico IV, senza riuscirci. Tuttavia dettò due epitaffi per la moglie di Guglielmo il Conquistatore, Matilde.
Dopo questi tentativi infruttuosi, mise la sua opera al servizio delle comunità religiose della diocesi di Meaux. Fu lui a redigere l'epitaffio del vescovo Gauthier Saveyr, morto nel 1082. Si ripeté per il prevosto di Meaux, Ilderico, fondatore del priorato di Saint-Pierre de Cornillon nei bastioni meridionali della città. Si avvicinò quindi alla potente casata dei Cornillon, a cui appartennero i due successori di Gautier Saveyr. Fu nominato arcidiacono verso il 1106 e il suo nome compare in più atti del vescovo Manasse I di Cornillon.
Diversi monasteri gli commissionavano la redazione di testi agiografici, in cui si specializzò nell'ultimo periodo della sua vita. Compilò una vita di san Farone su richiesta dei monaci dell'abbazia che portava il suo nome, una vita di sant'Agilo per l'abbazia di Rebais e una vita di san Blandino eremita per il priorato di La Celle-sur-Morin. Quest'ultimo testo fu senza dubbio l'ultima opera di Fulcoio. In un passaggio, menziona Filippo I da morto, permettendo di datare l'opera poco dopo il 1108. Fulcoio morì qualche anno più tardi, a Meaux, dove fu sepolto.
In occasione della morte chierici di diverse città (Beauvais, Chartres, Orléans, Parigi, Senlis, Sens) composero versi in suo onore, il che dà prova della sua rilevanza negli ambienti dotti.

## Opere
Gli scritti di Fulcoio di Beauvais sono noti principalmente attraverso il manoscritto 11 della biblioteca municipale di Beauvais. Altre copie del De Nuptiis Christi et Ecclesiæ sono contenute nei manoscritti latini 5305 e 16701 della Biblioteca nazionale di Francia.
Il manoscritto di Beauvais si estende per 11 000 versi, sebbene appaia incompleto. Manca visibilmente dei capilettera che avrebbero dovuto essere miniati; alcune parole sono lasciate in bianco perché evidentemente il copista non era riuscito a leggerle sugli originali di Fulcoio.
Si possono distinguere quattro tipi di testi nella produzione di Fulcoio di Beauvais:
- De Nuptiis Christi et Ecclesiae;
- gli epitaffi;
- le lettere;
- le vite dei santi.

### De Nuptiis Christi et Ecclesiae
De Nuptiis Christi et Ecclesiae ("Delle nozze di Cristo e della Chiesa"), lungo 4 700 versi, è il capolavoro di Fulcoio di Beauvais. Scritto in forma di dialogo fra l'uomo e lo Spirito Santo, passa in rassegna, in un susseguirsi di domande e risposte, gli avvenimenti principali dell'Antico e del Nuovo Testamento. L'opera si suddivide in sette libri: il 1º riprende la Genesi, il 2º l'Esode, 3º, 4º e 5º corrispondono ai Libri dei Re e gli ultimi due vertono sul Nuovo Testamento.
Quest'opera di storia biblica dà prova di tutta l'erudizione acquisita da Fulcoio nel corso dei suoi studi a Reims. Influenzò Lorenzo di Durham, il cui capolavoro, Hypognosticon, scritto in Inghilterra verso il 1140, comincia con lo stesso verso del De Nuptiis.

### Gli epitaffi
Gli epitaffi sono brevi poesie in onore di un defunto. Di Fulcoio di Beauvais se ne conservano 49. Alcuni erano contenuti nei rotoli mortuari, altri incisi su lapidi tombali. Una parte non va oltre il mero esercizio di stile.  Fulcoio commemora sia familiari (i genitori, i fratelli e la balia), personalità con cui fu in stretto rapporto (il suo maestro Erimanno, i prelati di Reims e di Meaux) e anche persone di alto rango (Matilde di Fiandra, moglie di Guglielmo il Conquistatore). Alcuni epitaffi sembrano rispondere a esigenze di specifici committenti, come quelli dei re Dagoberto I, Carlo il Calvo ed Enrico I per l'abbazia di Saint-Denis. Con la composizione di un epitaffio per Ogier e il suo compagno Benedetto, destinato all'abbazia di San Farone, Fulcoio contribuì alla diffusione della leggenda di Ogier il Danese, di cui i religiosi rivendicavano di custodire le spoglie.

### Epistolario
Il manoscritto di Beauvais contiene varie lettere in versi indirizzate da Fulcoio di Beauvais a persone differenti. La loro lettura getta luce sulla personalità dell'autore. In un passaggio si viene a conoscenza che Fulcoio avesse preso moglie e che avesse i capelli bianchi. Prendeva chiara posizione sui problemi della sua epoca. Difendeva strenuamente l'arcivescovo di Reims Manasse de Gournay nel suo conflitto con papa Gregorio VII e con il suo legato apostolico. Una lettera indirizzata a Fulcrado, arcidiacono di Laon, mostra quanto si opponesse alla riforma gregoriana. Sosteneva il matrimonio dei sacerdoti, proprio mentre il papato combatteva il nicolaismo. Nelle sue lettere dà anche prova della profondità della sua cultura classica.

### Le vite dei santi
Il genere agiografico fu l'occupazione degli ultimi anni della vita di Fulcoio di Beauvais. Compilò le vite di san Farone, sant'Agilo, san Blandino, san Medardo e san Mauro.
Tutte queste vite sono scritte in versi latini e destinate quindi a un pubblico dotto. Fulcoio a volte si basa su testi esistenti, come per la vita di San Farone che è una versificazione di quella scritta da Ildegario nel IX secolo. La vita di san Blandino appare invece più libera e si possono intuire evidenti prestiti dai vangeli apocrifi per certi miracoli narrati.

### Altri testi
Fulcoio menziona delle opere giovanili nella sua corrispondenza, ma sono andate perdute. Gli è stato attribuito un inno a san Melorio, ma l'attribuzione è incerta.

### Opere di Fulcoio
- M. L. Colker (a cura di), « Fulcoii Belvancensis epistulæ », Traditio, t. X, 1954, pp. 191-273.
- H. Omont (a cura di), « Épitaphes métriques en l'honneur de différents personnages du XI siècle composées par Foulcoie de Beauvais, archidiacre de Meaux », in Mélanges Julien Havet. Recueil de travaux d'érudition dédiés à la mémoire de Julien Havet (1853-1893), Paris, 1895, pp. 211-236.
- A. Poncelet (a cura di), « Vita sancti Blandini saeculo VII anachoretæ Brigensis auctore Fulcoio Bellovacensi », Analecta Bollandiana, 1888, pp. 145-166.
- M. I. J. Rousseau (a cura di), Fulcoii Belvacensis utriusque de Nuptiis Christi et Ecclesiæ libri septem, Washington, 1960.
- M. Wilmart (a cura di), « Une traduction de la Vita sancti Blandini par Nicolas Le Coq, diacre de Meaux (1705) », Revue d'histoire et d'art de la Brie et du diocèse de Meaux, 2000, pp. 39-58.
- La vita di san Mauro è stata pubblicata nel Catalogus codicum hagiographicorum Latinorum qui asservantur in Bibliotheca Nationali Parisiensi, t. I, Bruxelles, 1889, pp. 240-264.

### Studi su Fulcoio
- (FR)  A. Boutémy, « Essai de chronologie des poésies de Foulcoie de Beauvais », Annuaire de l'Institut de philologie et d'histoire orientales et slaves, t. XI, 1951, pp. 79-96.
- (FR)  A. Boutémy, « Foulcoie de Beauvais et l'intérêt pour l'archéologie antique au XI et au XII siècle », Latomus, 1937, pp. 173-186.
- (FR)  F. Plaine, « Le martyr breton saint Melor et son ancien culte à Meaux », Revue de Champagne et Brie, 1889, pp. 322-338.
- (FR)  A. Wilmart, « Deux lettres concernant Raoul Le Verd, l'ami de saint Bruno », Revue bénédictine, 1939, pp. 257-274.
- (FR)  M. Wilmart, « Foulcoie de Beauvais, itinéraire d’un intellectuel du XI siècle », Bulletin de la Société littéraire et historique de la Brie, 2002, pp. 35-52.